# Hypanthidioides furcata
Hypanthidioides furcata är en biart som först beskrevs av Adolpho Ducke 1908.  Hypanthidioides furcata ingår i släktet Hypanthidioides och familjen buksamlarbin. Inga underarter finns listade i Catalogue of Life.